# Denominación de Origen
La dénomination d'origine, en espagnol, denominación de origen (DO) ou denominación de origen protegida (DOP), est un label de protection d'un terroir et d'un savoir-faire pour les produits espagnols. C'est l'équivalent en Espagne de l'appellation d'origine contrôlée (AOC) française et de l'appellation d'origine protégée (AOP) européenne.
Information sur les Appellations d'Origine et Indications géographiques de produits selon le ministère espagnol d'Agriculture, Pêche et Alimentation.

## Produits agricoles ou alimentaires autres que les vins et boissons spiritueuses
- Denominación de origen protegida (D.O.P. ou DOP) : Appellation d'origine protégée
- Indicación geográfica protegida (I.G.P. ou IGP) : Indication géographique protégée

## Vins

### Classes de qualité
- Vins de table :
  - Vinos de mesa (Vins de table)
  - Vins à mention traditionnelle « vino de la tierra » (vins de table, vin liquoreux, pétillant et vins surmaturés).
- Vins de qualité produits dans des régions déterminées (vqprd) :
  - Vins de qualité à Indication géographique.
  - Vins à Appellation d'Origine Contrôlée (Denominación de Origen (DO)).
  - Vins à Appellation d'Origine Qualifiée (DOC).
  - Vinos de pagos.

### Vins espagnols à dénomination d'origine (DO)

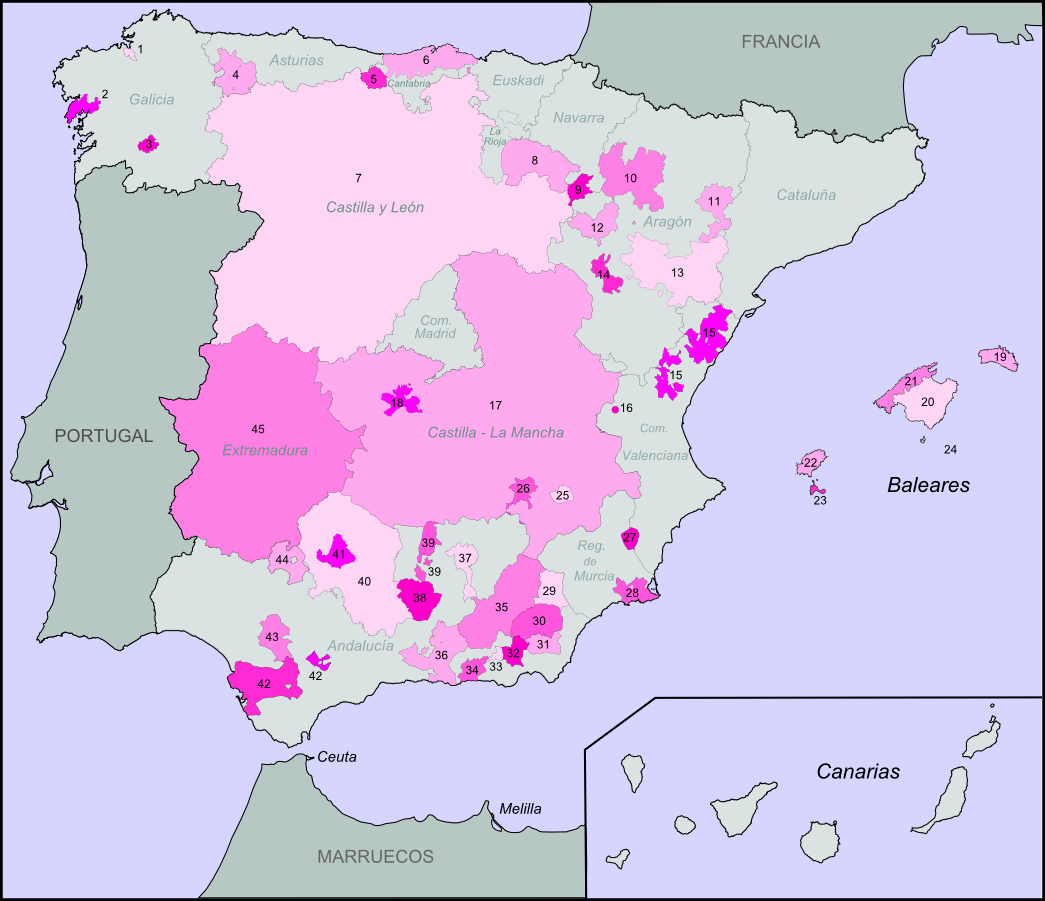
Régions vinicoles espagnoles productrices de vins à mention traditionnelle Vino de la Tierra, juin 2009.

Liste de « denominaciones de origen » (DO) et « Vinos de la Tierra » par Communauté Autonome

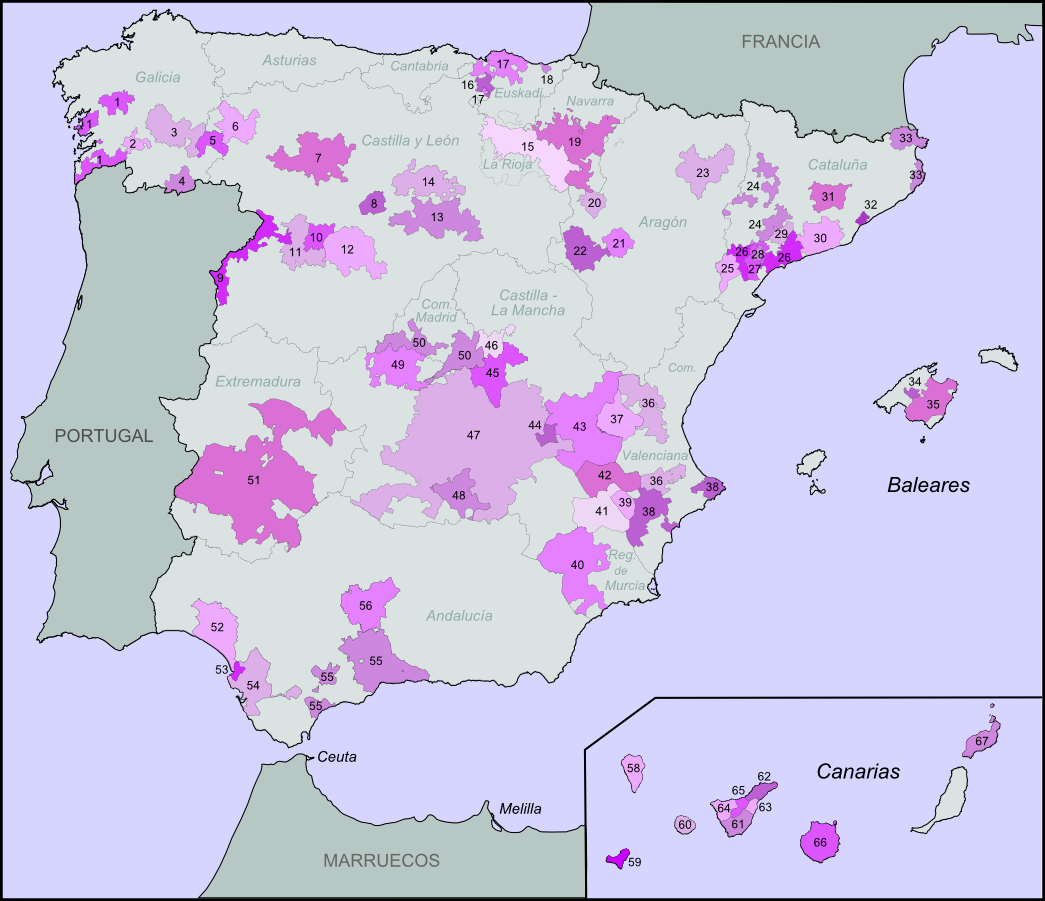
Régions vinicoles espagnoles productrices de vins à DO et DOC, juin 2009.

| Communauté Autonome      | VCPRD (DO) / (DOCa) / (Vino de Calidad) | Vinos de la Tierra (VdlT) |
| ------------------------ | --- | --- |
| Andalousie               | Condado de Huelva Jerez-Xérès-Sherry Malaga Manzanilla de Sanlúcar de Barrameda Montilla-Moriles Sierras de Malaga Granada (Vino de Calidad) Lebrija (Vino de Calidad)                                                                               | Altiplano de Sierra Nevada Ribera del Andarax Cádiz Córdoba Cumbres del Guadalfeo Desierto de Almería Laderas del Genil Laujar-Alpujarra Los Palacios Norte de Almería Sierras de Las Estancias y Los Filabres Sierra Norte de Sevilla Sierra Sur de Jaén Torreperogil Villaviciosa de Córdoba Viñedos de España |
| Aragon                   | Calatayud Campo de Borja Cariñena Somontano Cava | Bajo Aragón Ribera del Gállego-Cinco Villas Valdejalón Valle del Cinca Ribera del Jiloca Ribera del Queiles Viñedos de España |
| Asturies                 | Cangas | |
| Iles Baléares            | Binissalem Pla i Llevant | Ibiza Illes Balears Isla de Menorca Serra de Tramuntana-Costa Nord Formentera Mallorca Viñedos de España |
| Iles Canaries            | Abona La Gomera Gran Canaria El Hierro La Palma Lanzarote Tacoronte-Acentejo Valle de Güímar Valle de La Orotava Ycoden-Daute-Isora | Viñedos de España |
| Cantabrie                | | Costa de Cantabria Liébana |
| Castille-La Manche       | Almansa Campo de la Guardia (DO de Pago) Dehesa del Carrizal (DO de Pago) Dominio de Valdepusa (DO de Pago) Florentino (DO de Pago) Guijoso (DO de Pago) La Mancha Manchuela Méntrida Mondéjar Ribera del Júcar Valdepeñas Jumilla Uclés             | Castilla Gálvez Pozohondo Sierra de Alcaraz Viñedos de España |
| Castille-et-León         | Arlanza Arribes Bierzo Cigales Ribera del Duero Rioja Rueda Sierra de Salamanca (Vino de Calidad) Tierra de León Tierra del Vino de Zamora Toro Valles de Benavente (Vino de Calidad) Valtiendas (Vino de Calidad) Cava (une cave à Aranda de Duero) | Vinos de la Tierra de Castilla y León |
| Catalogne                | Alella Empordà Catalunya Conca de Barberà Costers del Segre Montsant Penedès Pla de Bages Priorat (DOCa/DOQ) Tarragona Terra Alta Cava | Viñedos de España |
| Estrémadure              | Ribera del Guadiana Cava | Extremadura Viñedos de España |
| Galice                   | Monterrei Rías Baixas Ribeira Sacra Ribeiro Valdeorras | Betanzos Valle del Miño-Orense Barbanza e Iria |
| Communauté de Madrid     | Madrid | Viñedos de España |
| Murcie                   | Alicante Bullas Yecla Jumilla | Abanilla Campo de Cartagena Murcia Viñedos de España |
| Navarre                  | Navarra Otazu (DO de Pago) Prado de Irache (DO de Pago) Cava | Ribera del Queiles Tres Riberas Viñedos de España |
| Vignobles du Pays basque | Txakoli de Álava Txakoli de Bizkaia Txakoli de Getaria Rioja (DOCa) Cava | |
| La Rioja                 | Rioja (DOCa) Cava | Valles de Sadacia |
| Communauté valencienne   | Alicante Utiel-Requena Valencia Cava | Castelló El Terrerazo Viñedos de España |